# Цана, Лорик
Ло́рик Ца́на (алб. Lorik Cana; род. 27 июля 1983) — албанский футболист, защитник.

## Карьера
Цана родился в Косове, однако ещё ребёнком его увезли в Швейцарию. До 2000 года выступал за клуб «Лозанна Спортс», но после его приобрёл французский «Пари Сен-Жермен». Поначалу он не был игроком основного состава, но уже в сезоне 2003/2004 стал одним из ключевых игроков клуба, проведя 32 игры и забив 1 гол, а «ПСЖ» стал обладателем Кубка Франции и вице-чемпионом страны. Следующий год также был довольно удачным, но в начале сезона 2005/2006 у «ПСЖ» сменился тренер, и этот факт побудил игрока сменить клуб на «Олимпик» Марсель. За год в клубе он завоевал уважение своей игрой и летом 2007 года был назначен капитаном команды.
В июне 2011 года итальянский клуб «Лацио» сделал предложение Цане по трансферу. За Цану предлагалось отдать основного вратаря римлян Фернандо Муслеру. 8 июля 2011 года Цана перешёл в «Лацио». 25 августа 2011 года дебютировал за клуб в гостевом матче квалификационного раунда Лиги Европы 2011/12 против македонского клуба «Работнички».

## Достижения
Командные
- Обладатель Кубка Франции (1): 2003/04
- Обладатель Кубка Италии (1): 2012/13

Личные
- Футболист года в Албании (3): 2004, 2005, 2009
- Рекордсмен сборной по количеству проведённых матчей (93 матча).
- Почётный посол Косово[англ.] (2015).